# کشتی مین‌روب کلاس شماره۱ (۱۹۲۳)
ماین‌سوییپر کلاس شماره۱ (۱۹۲۳) (به انگلیسی: No.1-class minesweeper (1923)) یک کلاس از کشتی است که طول آن ۷۶٫۲۰ متر (۲۵۰ فوت ۰ اینچ) می‌باشد.